# Elżbieta Szmytka
Elżbieta Szmytka (geboren  1956 in Prochowice, Woiwodschaft Niederschlesien) ist eine polnische Opernsängerin (Sopran).

## Leben
Szmytka studierte bei Helena Łazarska und debütierte als Susanna in Le nozze di Figaro an der Oper Krakau. Es folgten Auftritte an der Wiener Staatsoper, Grand Théâtre de Genève, Grand Opéra de Paris, Théâtre de la Monnaie in Brüssel, De Nederlandse Opera Amsterdam, Berlin, Teatro Colón in Buenos Aires sowie zu den Salzburger Festspielen, dem Festival von Aix-en-Provence und nach Glyndebourne.
Das Repertoire der Künstlerin umfasst Mozart-Partien, wie den Cinna in Lucio Silla, Pamina in der Zauberflöte, Despina in Così fan tutte, Konstanze in Die Entführung aus dem Serail und Donna Anna in Don Giovanni, Ilia und Elettra in Idomeneo sowie Vitellia in La clemenza di Tito.
Weiterhin interpretierte Szmytka die Adina in L’elisir d’amore, Gilda in Rigoletto, Violetta in La traviata (in Berlin, Brüssel und Düsseldorf) und Nanetta in Falstaff, den Oscar in Un ballo in maschera und die Zerbinetta in Ariadne auf Naxos, die Sophie, die Rosalinde (bei den Salzburger Festspielen und an der Komischen Oper), Mélisande in Pelléas et Mélisande, Antonia in Les contes d’Hoffmann, Alieja in Aus einem Totenhaus (wiederum bei den Salzburger Festspielen) und Mimi in La Bohème, die Roxana in Król Roger von Szymanowski (am Marinsky Theater in St. Petersburg und beim Edinburgh Festival), die Infantin in Der Zwerg sowie die Titelpartien in Alcina, L’incoronazione di Poppea, Luisa Miller und Medea in Corinto am Theater St. Gallen.
Elzbieta Szmytka hat unter Leitung namhafter Dirigenten – wie Claudio Abbado, Pierre Boulez, Sylvain Cambreling, John Eliot Gardiner, Nikolaus Harnoncourt, Neville Marriner, Antonio Pappano, John Pritchard, Simon Rattle und Georg Solti – gesungen.

## Tonaufnahmen
- Mozarts Arien
- Cossi fan tutte mit  Neville Marriner
- La finta Giarniera
- Entführung aus dem Serail (Blondchen)
- Don Giovanni von Giuseppe Gazzaniga mit Bruno Weill
- Die lustige Witwe mit Franz Welser-Möst
- Szymanowskis König Roger mit Thomas Hampson unter der Leitung von  Simon Rattle
- Gesamtaufnahme von Chopin-Liedern